# Tillæus
Tillæus (eller Tilæus) är en gammal prästsläkt från Torsång. Kyrkoherden i Grangärde Georgius Andreae Tillaeus (född 1614 i Torsång - död år 1695 Grangärde) och hans hustru Elisabet Arbogensis samt deras tre söner var de första som kallade sig för Tillaeus. Deras ättlingar har i sin tur gift sig in i flera andra prästsläkter och adelsätter.

## Personer ur släkten
- Petrus Georgii Tillæus, domprost (1663-1744)
- Petrus Tillæus, ingenjör och kartograf (1679-1754)
- Georg Tillæus, kyrkoherde och hovpredikant (1705-1782)
- Olof Tillæus, kyrkoherde och hovpredikant (1704-1762)
- Petter Tillæus, hovkapellet musiker (1719-1783)
- Pehr Cornelius Tillæus, läkare och botaniker (1747-1827)
- Adolf von Tillæus, tsarens kejserliga hovskräddare (1845-1900)
- Valter Tillæus, militär och riksdagsman (1902-1976)